# Azucena Maizani
Azucena Maizani (Buenos Aires, 17 de noviembre de 1902-Buenos Aires, 15 de enero de 1970) fue una cantante y compositora argentina de tangos. Tuvo gran popularidad, actuó en radio y en teatro y además dejó grabadas más de 270 obras. Durante muchos años hacía sus presentaciones vestida con trajes masculinos o con atuendos criollos de gaucho por lo que era conocida con el apodo de La Ñata Gaucha que le puso Libertad Lamarque en 1935.

## Primeros años
Vivió en el barrio de Palermo hasta los cinco años de edad en que, debido al parecer a que tenía problemas de salud y que sus padres eran muy pobres, fue llevada a vivir a la isla Martín García por unos familiares. En esa isla que se encuentra en el medio del Río de la Plata, a mitad de camino entre Argentina y Uruguay, hizo sus estudios primarios y a los 17 años regresó a Buenos Aires y se dedicó a la costura trabajando en una fábrica de camisas y en una casa de modas. Le gustaba el canto y, según contó Canaro una noche fue al Pigall donde actuaba y lo convenció para que le permitiera cantar dos tangos en público con su orquesta. Si bien de ese hecho no se derivó un trabajo, debió fortalecerla en su vocación artística, que comenzó en 1922 en que ingresó como corista en la compañía de los hermanos César y Pepe Ratti que estaban representando la pieza El bailarín del cabaret en el teatro Apolo, con la actuación del cantor Ignacio Corsini.

## Su inicio como cantante
En una fiesta familiar a la que habría ido con Delia Rodríguez, que en ese momento era una conocida cantante, se encontraba Enrique Pedro Delfino acompañando en el piano a todo concurrente que se animara a cantar. Lo hizo Maizani y tal impresión causó en el pianista que la presentó al empresario teatral Pascual Carcavallo que a su vez la escuchó y la contrató. Debutó en el teatro Nacional el 27 de julio de 1923 en el sainete A mí no me hablen de penas de Alberto Vacarezza; no tenía letra, solamente cantaba el tango Padre nuestro compuesto especialmente para ella por Enrique Pedro Delfino y Vacarezza acompañada por la orquesta de Salvador Merino y lo hizo con tanto éxito que la noche del estreno el público lo hizo repetir cinco veces.
Continuó en el teatro esa temporada y al mismo tiempo comenzó a trabajar en radio y a grabar discos. Una idea de su éxito la da el hecho de que en su debut teatral le habían pagado doscientos pesos por mes y en la radio comenzó a ganar la misma suma pero por cada audición. En el verano se unió a la compañía de los hermanos Leopoldo y Tomás Simari en el teatro Smart con la obra Ma-chi-fu de César Bourell y en 1924 pasó a trabajar en la obra Cristóbal Colón en la Facultad de Medicina con Florencio Parravicini, famoso por los agregados ("morcillas" en la jerga teatral de la época) que iba introduciendo y variando en cada representación. Esa temporada Maizani estrenó las piezas de José Bohr Pero hay una melena y Cascabel cascabelito  y comenzó a grabar con la orquesta de Francisco Canaro.
En 1925 trabajó en el teatro San Martín en la compañía encabezada por Héctor y Camila Quiroga estrenando dos tangos que luego se popularizaron: Silbando y Organito de la tarde. Siguió en 1926 en el mismo teatro con Elías Alippi y en el teatro Hipodrome ubicado en Corrientes y Carlos Pellegrini. Durante 1927 actuó en el teatro Porteño, y algunos de sus éxitos fueron las interpretaciones de Pato, Amigazo y Esta noche me emborracho.
En 1928 la contrató Radio Prieto, una importante radioemisora de Buenos Aires. Esa temporada pasó al teatro Maipo. Al año siguiente hizo presentaciones en Montevideo y se produce su primera actuación en cine en la película muda La modelo de la calle Florida dirigida por Julio Irigoyen.

## Gira por España y Portugal

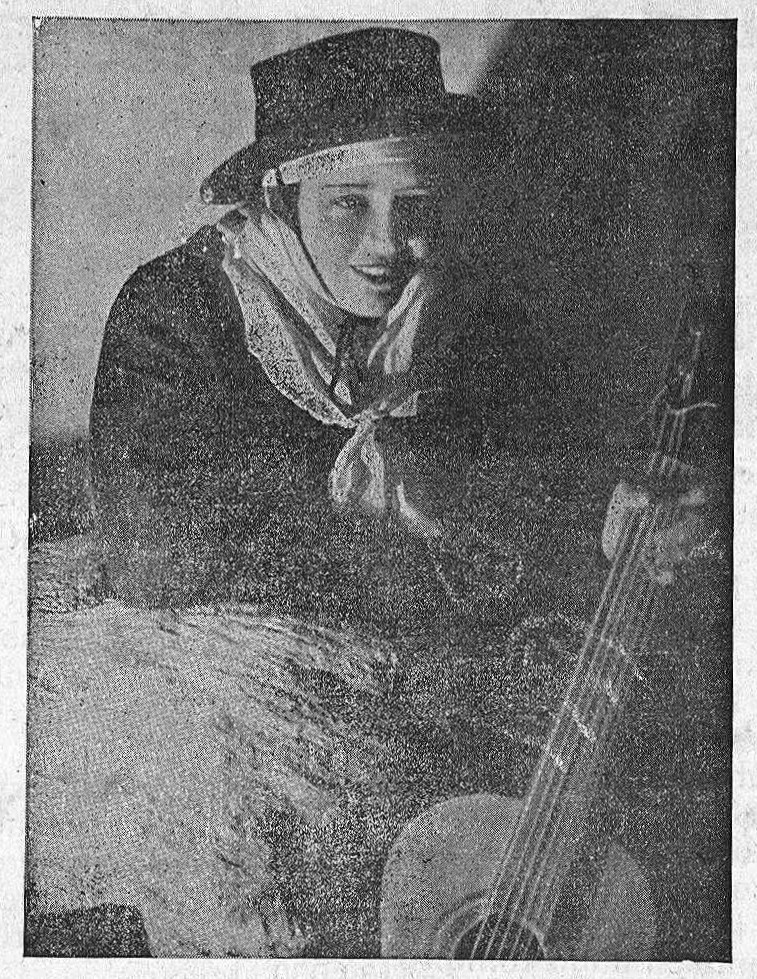
Fotografía de Azucena Maizani en 1932 durante su gira en España.

Maizani había hecho diversas giras en el país y en 1931 en sociedad con el violinista Roberto Zerrillo (su pareja sentimental) formó la  "Compañía Argentina de Arte Menor"  que con la dirección artística de Mario J. Bellini viajó a España y debutó el 11 de septiembre en el teatro Alcázar de Madrid. La compañía hizo representaciones en Alicante,  Barcelona, Bilbao, Burgos,  Santiago de Compostela, Teruel, Valladolid, Santander, San Sebastián, Huesca, Gijón, Zamora, Valencia, Palma de Mallorca y Zaragoza. El 14 de abril de 1932 inició una gira por Portugal que comenzó en el teatro María Victoria de Lisboa y siguió en Oporto, Braga y Coímbra. También actuaron en Biarritz (Francia), siempre con renovado éxito y retornaron a Buenos Aires el mismo año.

## Retorno a Buenos Aires
Al regresar a su país Azucena Maizani encontró que en esos dos años de ausencia habían surgido nuevas figuras femeninas de la canción nacidas, en muchos casos, de los frecuentes concursos que se organizaban, especialmente en las radios. Allí estaban Libertad Lamarque, Ada Falcón, Adhelma Falcón, Tania, Mercedes Simone y Dorita Davis. Rápidamente recuperó su popularidad y en 1933 actuó en Tango, el primer largometraje argentino con sonido óptico. En ella Maizani no tiene letra sino que mientras pasan los títulos se muestra su rostro mientras se escucha su voz entonando La canción de Buenos Aires y más adelante tiene una escena en la cual, vestida con su traje de compadre, canta Milonga del 900.
En 1935 apareció en un cabaré en la película Monte criollo cantando el tango del mismo nombre cuya letra es de Homero Manzi y la música de Francisco Pracánico. Era un flojo relato policial dirigido por Arturo S. Mom e interpretado por Nedda Francy y Francisco Petrone.
En 1936 fue contratada para actuar en radio con un sueldo de cinco mil pesos (un diputado nacional percibía tres mil pesos). En marzo de ese año estalló un escándalo cuando se suicidó pegándose un tiro Rodolfo José María Caffaro, que se iniciaba como cantor con el seudónimo de Ricardo Colombres y mantenía sin ocultamientos una relación sentimental con Maizani. Se la acusaba de haberlo llevado a romper su matrimonio primero y al suicidio después. Maizani salió a responder públicamente (en esa época un escándalo de ese tipo podía frustrar la carrera de un artista) aclarando que su relación con Colombres era posterior a su separación y que el mismo había malversado sus cuantiosos ingresos aprovechando que había sido nombrado su apoderado, al punto que la cantante había quedado sin dinero alguno. Un mes después debutó en el teatro Liceo en la obra Boite rusa que representaba la compañía de Pierina Dealessi y José Olarra y los aplausos que recibió en el escenario demostraron que la adhesión del público seguía intacta.
En 1937 realizó una extensa gira por América que incluyó México y New York. En esta última ciudad actuó en radio, grabó discos e intervino en el rodaje de la película Di que me quieres  acompañada musicalmente por Terig Tucci. Se trataba de un filme dirigido por William Rowland que incluía la actuación de un grupo selecto de bailarines y cantantes típicos latinoamericanos. En 1940 filma Nativa, donde también canta e incursiona como actriz en un papel sin trascendencia. 
En la década de 1940 comienza su decadencia, su presencia languidece, no obstante lo cual hizo algunas grabaciones, colaboró en la recaudación de fondos para los damnificados por el terremoto de San Juan de 1944 cantando y haciendo colectas, actuó en Radio Argentina y realizó giras por el interior del país, Chile , Perú, Ecuador y Colombia, pero ya su figura pertenece al pasado. Con la compañía de Ivo Pelay actuó en 1948 en el teatro 18 de julio en Montevideo y en El Nacional en Buenos Aires. Actuaba en cafés y en 1961 fue a Brasil donde grabó una larga duración. En noviembre de 1962 por iniciativa de Dorita Davis le hicieron un festival en el teatro Astral en el que volvió a cantar ante un público que la colmó de aplausos. Siguió cantando unos años más y en 1966 sufrió una hemiplejia y falleció casi olvidada el 15 de enero de 1970. Su cuerpo descansa en el Panteón de SADAIC en el Cementerio de la Chacarita.

## Vida sentimental
En 1928 Azucena Maizani se casó con Juan Scarpino con quien tuvo un hijo que vivió poco tiempo y el matrimonio se separó. Al año siguiente formó pareja con el violinista Roberto Zerrillo con quien se asoció para realizar giras por el interior del país y luego por Europa. Posteriormente se vinculó a Rodolfo José María Caffaro, que se iniciaba como cantor con el seudónimo de Ricardo Colombres pero al trascender al público en 1936 que la había estafado, él se suicidó.

## Labor como compositora
No fue demasiado copiosa: la primera fue Volvé Negro de 1924; con el tango Pero yo sé de 1928 siendo su obra más conocida: tuvo mucho éxito y fue grabado por numerosos artistas, destacando la versión de Ángel Vargas con la orquesta de Ángel D'Agostino. También compuso, en colaboración con Oreste Cúfaro y Manuel Romero, el tango La canción de Buenos Aires que fue grabado por Carlos Gardel, del que era amiga.
Otras obras fueron el vals Pensando en ti con versos de Celedonio Flores, Decí que sí, famosísima ranchera que hiciera con Cúfaro y Alberto Pidemunt, la milonga Adonde están los varones, ¿Por qué se fue?, Dejáme entrar, hermano, En esta soledad, la ranchera Remigio, Lejos de mi tierra y otras más.

## Grabaciones
De 1923 a 1926 Azucena Maizani grabó con la orquesta de Francisco Canaro y luego por Enrique Pedro Delfino al piano y Manuel Parada con la guitarra, en ambos casos para la compañía Orión. De 1929 a 1931 grabó para el sello Brunswick acompañada por el violinista Roberto Zerrillo, el pianista Oreste Cúfaro y por Manuel Parada, interviniendo el violinista Antonio Rodio en algunos de los temas. Azucena Maizani hizo la primera grabación del tango Malena de Homero Manzi y Lucio Demare y del tango Ninguna (letra de Homero Manzi y música de Raúl Fernández Siro) en 1942. Las grabaciones de Maizani superaron las 270 en total.

## Filmografía
- Nativa (1939)-"Tango" (1933)-"Monte Criollo"(1935)-

## Teatro
- Aquí esta la vieja ola!... Y esta vez no viene sola (1950), con la Compañía de Espectáculos Cómicos encabezada Olinda Bozán y Alberto Anchart. Estrenada en el Teatro Astral.

## Valoración
Rosita Quiroga y Azucena Maizani marcaron el rumbo de las muchas cancionistas que surgieron a comienzos de la década del veinte, iniciando la participación definitiva de la mujer en el tango. 
Su vestimenta característica fue con trajes masculinos tal como puede observarse en la película "Tango" o bien, con atuendos criollos de gaucho. Esta imagen agresiva para una mujer, que contrastaba con la realidad de su tiempo, no le impedía transmitir su personalidad romántica y sentimental. 
En la película La sonrisa de mamá dirigida por Enrique Carreras en 1972 Libertad Lamarque se vistió de gaucho y cantó junto al retrato de Azucena Maizani.